# Ferrovia del Brünig
La ferrovia del Brünig (in tedesco Brünigbahn) è una ferrovia a scartamento ridotto della Svizzera che unisce Lucerna ad Interlaken.
Fino al 2005, era l'unica linea a scartamento ridotto di proprietà delle Ferrovie Federali Svizzere; da tale data viene gestita dalla società Zentralbahn.

## Storia

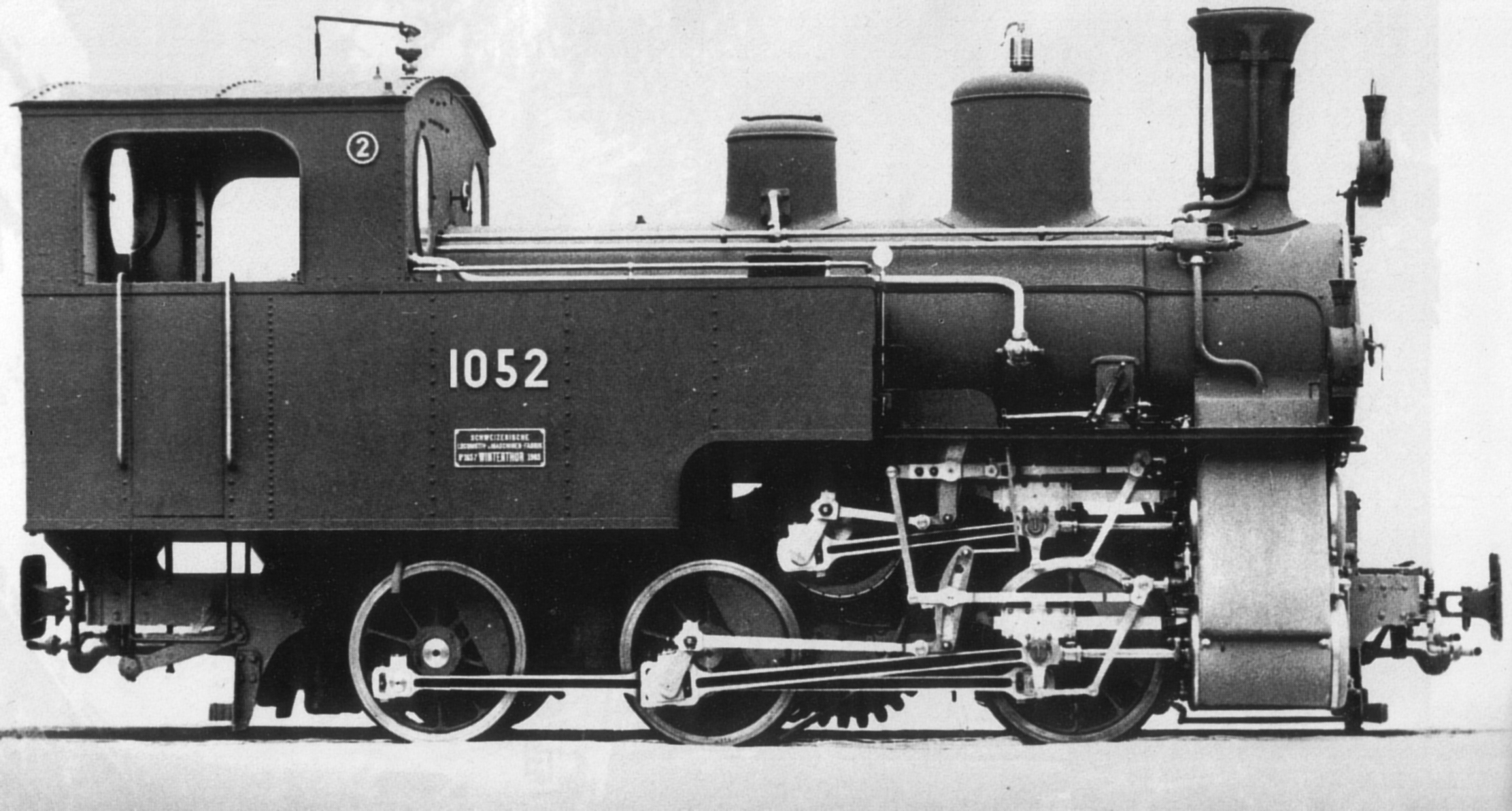
Una delle locomotive della ferrovia del Brünig

Agli inizi della seconda metà del XIX secolo le popolazioni del bernese avanzarono richiesta al governo federale perché si costruisse una ferrovia per collegare le località del Lago di Lucerna, detto anche Lago dei Quattro Cantoni, all'altipiano bernese attraverso il Passo del Brünig e Meiringen, sottopassando in galleria il Passo del Grimsel. Nel 1866, in seguito alla costruzione, su altro itinerario, della ferrovia del Gottardo, il proposito venne accantonato. Nel 1880 il Comitato per la ferrovia del Brunig ottenne la concessione per una tratta di 45,5 km dalla località di Alpnachstad fino a Brienz e incaricò i progettisti Ott e Zschokke di redigere un progetto esecutivo.
Rimaneva come principale ostacolo quello finanziario, che venne superato cedendo la concessione alla società della Ferrovia del Giura (JBL). I lavori iniziarono a fine 1886 e portarono alla inaugurazione della linea il 13 giugno 1888; questa comprendeva quattro tratte a cremagliera Riggenbach con pendenza del 120 per mille e trazione a vapore. Il successo di pubblico fu immediato, anche se per spostarsi da Lucerna a Interlaken occorreva prendere i battelli dalle due stazioni terminali.
Lucerna venne raggiunta dalla ferrovia il 1º giugno 1889, ma per il tratto Brienz-Interlaken si dovette attendere il 23 agosto 1916. Nel 1891, la gestione della linea venne assunta dalla società Jura-Simplon Bahn (JSB) fino al 1903, quando la linea venne statalizzata, divenendo delle FFS. Da tale data venne anche assicurata la funzionalità della linea per tutto l'anno; prima la tratta più difficile a cremagliera chiudeva il 31 ottobre per riaprire a primavera. L'elettrificazione dell'intera linea venne eseguita tra il 1940 e il 1942, acquistando contemporaneamente sedici locomotive elettriche in grado di circolare sia sulle tratte ad aderenza normale che su quelle a cremagliera.
Alla fine del 2004, la linea venne scorporata dalle FFS e fu assorbita dalla LSE.
Il 1º gennaio 2005 passò sotto la gestione della nuova società ferroviaria svizzera Zentralbahn (ZB).

## Caratteristiche
| Unknown route-map component "vKBHFa" | Unknown route-map component "d" |

| Unknown route-map component "dCONTgq" | Unknown route-map component "cd" + Unknown route-map component "v-STRr" | Unknown route-map component "xKRWgl" + Unknown route-map component "PORTALl" | Unknown route-map component "tKRW+r" | Unknown route-map component "c" |

|  | Unknown route-map component "exSTR" | Unknown route-map component "tSTRe" |

|  | Unknown route-map component "exSTR" | Stop on track |

| Unknown route-map component "exCONTgq" | Unknown route-map component "exABZgr" | Unknown route-map component "tSTRa" |

|  | Unknown route-map component "xKRWg+l" + Unknown route-map component "PORTALl" | Unknown route-map component "tKRWr" |

| Stop on track |

| Station on track |

| Unknown route-map component "tSTRa" |

| Unknown route-map component "tSTR+GRZq" |

| Unknown route-map component "tSTRe" |

| Stop on track |

| Station on track |

|  | Unknown route-map component "ABZgl" | Unknown route-map component "CONTfq" |

| Unknown route-map component "SKRZ-Au" |

| Unknown route-map component "tSTRa" |

| Unknown route-map component "tSTR+GRZq" |

| Unknown route-map component "tSTRe" |

| Unknown route-map component "SKRZ-Ao" |

| Unknown route-map component "CONTgq" | Unknown route-map component "STR+r" | Straight track |  |  |

|  | End station | Station on track |  |  |

| Station on track |

| Unknown route-map component "eBHF" |

| Station on track |

| Station on track |

| Station on track |

| Stop on track |

| Station on track |

| Station on track |

| Unknown route-map component "STR+Za" |

| Unknown route-map component "STR+Ze" |

| Station on track |

| Enter and exit short tunnel |

| Station on track |

| Unknown route-map component "STR+Za" |

| Enter and exit short tunnel + Unknown route-map component "lZ" |

| Unknown route-map component "STR+Ze" |

| Non-passenger station/depot on track |

| Unknown route-map component "STR+Za" |

| Unknown route-map component "STR+Ze" |

| Unknown route-map component "STR+GRZq" |

| Station on track |

| Unknown route-map component "STR+Za" |

| Non-passenger station/depot on track + Unknown route-map component "lZ" |

| Unknown route-map component "STR+Ze" |

| Unknown route-map component "d" |  | Unknown route-map component "ABHFl+l" | Unknown route-map component "lBHF~R" + Unknown route-map component "STR2+r" | Unknown route-map component "dSTRc3" |

| Unknown route-map component "d" |  | Straight track | Unknown route-map component "STRc1" | Unknown route-map component "dCONT4-" |

| Unknown route-map component "eHST" |

| Stop on track |

| Head station + Unknown route-map component "HUBaq" | Station on track + Unknown route-map component "HUBeq" |  |

| Unknown route-map component "dCONTgq" | One way rightward | Straight track | Unknown route-map component "d" |  |

| Enter and exit short tunnel |

| Stop on track |

| Unknown route-map component "hKRZWae" |

| Enter and exit short tunnel |

| Stop on track |

| Enter and exit short tunnel |

| Station on track |

| Enter and exit short tunnel |

| Enter and exit short tunnel |

| Station on track |

| Enter and exit short tunnel |

| Enter and exit short tunnel |

| Unknown route-map component "hKRZWae" |

| Station on track |

| Enter and exit short tunnel |

| Enter and exit short tunnel |

| Unknown route-map component "hKRZWae" |

|  | Unknown route-map component "vSHI2gl-" | Unknown route-map component "dKDSTa" |

| Unknown route-map component "d" |  | Unknown route-map component "d" + Unknown route-map component "vSTR+lg-STRo" + Unknown route-map component "vSTR-" | Unknown route-map component "d" + Unknown route-map component "vSTR+l-" | Unknown route-map component "d" + Unknown route-map component "vSTRrg-" | Unknown route-map component "dCONTfq" |

| Unknown route-map component "d" | Unknown route-map component "vBHF-KBHFe" |

| Unknown route-map component "CONTgq" | One way rightward |  |

La linea è a scartamento metrico con quattro sezioni a cremagliera Riggenbach nella tratta intermedia, le cui pendenze variano da 100‰ a 121‰. La trazione è elettrica a 15 kV in corrente alternata monofase, come le altre linee delle Ferrovie Federali Svizzere.

### Percorso

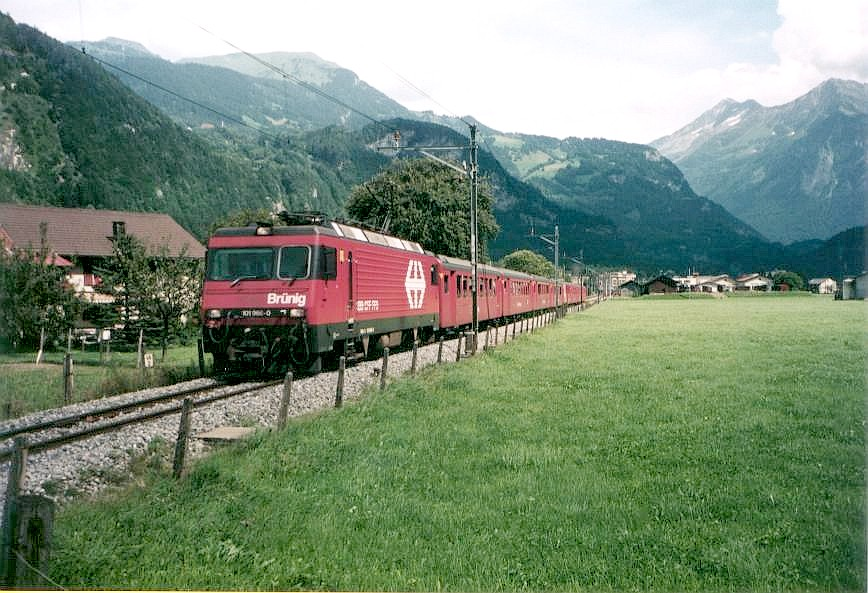
La moderna trazione elettrica sulla Brunigbahn.

La tratta iniziale di 8,73 km, da Lucerna ad Hergiswil, è comune alla Ferrovia Lucerna-Stans-Engelberg.
Ad Alpenachstadt avviene l'interscambio con la Ferrovia del Pilatus; dopo il valico del Brünig arriva a Meiringen da dove si dirama la breve ferrovia, (MIB), per Innertkirchen.
Il treno riparte invertendo la direzione verso Brienz, da cui si dirama l'altra breve linea a cremagliera per Rothorm Kulm
Infine al capolinea di Interlaken-Ost avviene l'interscambio per Spiez con la linea a scartamento normale delle BLS e con la linea della BOB per Lauterbrunnen e Grindelwald e la diramazione per Schynige Platte.